# فومیکو اوکونو
فومیکو اوکونو (ژاپنی: 奥野史子؛ زادهٔ ۱۴ آوریل ۱۹۷۲) ورزشکار شنای موزون اهل ژاپن است.
وی در مسابقات کشوری و بین‌المللی در مجموع برندهٔ ۲ مدال برنز شده‌است.